# Geografía de Bielorrusia
Bielorrusia (nombre local, Respublika Byelarus' ) es un estado de Europa del Este, con un relieve generalmente bajo, sin fronteras naturales. Su territorio se asemeja al del Reino Unido, o al del estado de Kansas. Limita con Rusia al este y noreste, Letonia al norte, Lituania al noroeste, Polonia al oeste y con Ucrania al sur.

## Geografía física

### Ríos y lagos
La parte norte de Bielorrusia tiene un paisaje pintoresco. En sus montes hay varios lagos y arroyos formados por la fusión glacial. En el sur, alrededor de un tercio pertenece a la cuenca del río Pripyat. Los 3.000 arroyos y 4.000 lagos en Bielorrusia son protagonistas en el paisaje, y se usan para navegar y generar energía. 

#### Ríos
Bielorrusia posee 20.000 cursos fluviales, con una longitud total de 91.000 km. El río más largo es el Dniéper, que tiene 690 km en territorio bielorruso, de los 2.145 km que tiene en total; se encuentra en el sur del país, con sus afluentes.
Otros ríos son el Daugava (328 km - 1.020 km) y el Niemen (459 km - 937 km) en el norte, y el Berezina (613 km), Sozh (493 km - 648 km) y Prípiat (495 km - 761 km) en el sur. El río Pripyat ha servido como puente entre el curso del Dniéper desde Ucrania y el Vístula en Polonia desde el período de la Rus de Kiev. Otros ríos:
- Bug occidental, 169 km - 831 km
- Neris, 276 km - 510 km
- Pitichi, 421 km - 421 km
- Chara, 325 km - 325 km
- Svíslach, 297 km - 297 km

#### Lagos
Bielorrusia posee 11 000 lagos y cada uno excede los 0,5 km². El lago Narač o Narach, el lago más extenso, con 79,680 km², con su punto más profundo a 25 m. Otros lagos:
- Osveya, 52,8 km² - 7,5 m
- Chervono, 40,3 km² - 2,9 m
- Lukomsko, ooko'ko'k* Vigonoshansko, 26 km², 2 m
- Nesherdo, 24,6 km² - 8,1 m
- Svir, 22,3 km² - 8,7 m
- Snudy, 22 km² - 16,5 m
- Negro, 17,7 km² - 7,7 m
- Miadel, 16,2 km² - 25 m

### Clima

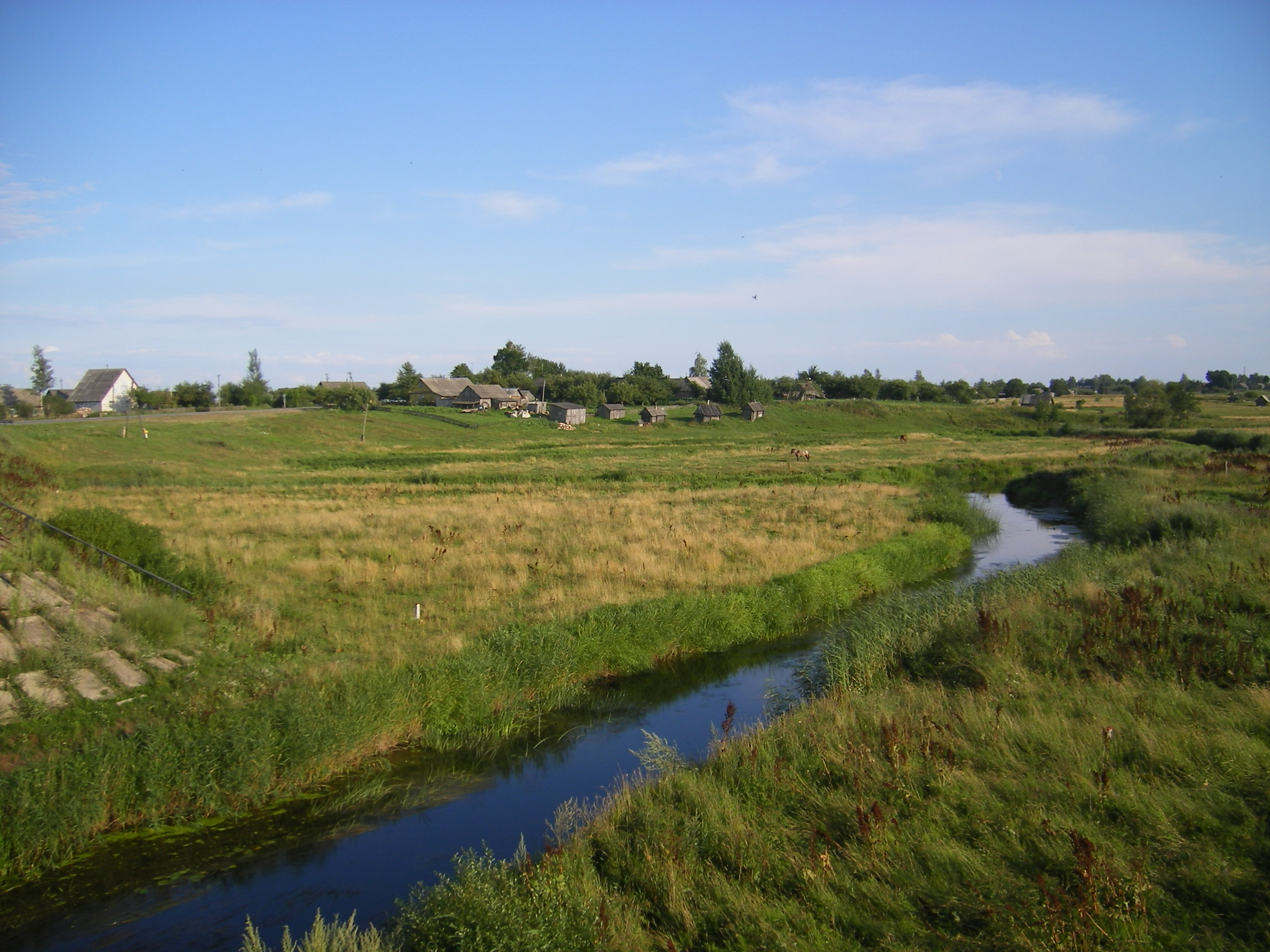
El río Birveta cerca del pueblo de Kozyani, distrito de Braslaw, vóblast de Vítebsk.

Inviernos fríos, veranos frescos y húmedos. Es una zona de transición entre el clima continental y el marítimo. Gracias a la proximidad del Mar Báltico (257 km), Bielorrusia tiene de un clima continental moderado. El invierno dura entre 105 y 145 días, mientras que el verano puede llegar hasta los 150 días. La temperatura media en enero es de unos -6 °C, mientras que en julio es de unos 18º, con alta humedad. La media anual de precipitaciones oscila entre 550 y 700 mm, dependiendo de la zona y es a veces excesivo.
|                      | Ene. | Feb. | Mar. | Abr. | Mayo | Jun. | Jul. | Ago. | Sep. | Oct. | Nov. | Dic. | Año |
| T° media [°C]        | -6,9 | -5,9 | -1,4 | 5,9  | 12,9 | 16,2 | 17,3 | 16,5 | 11,7 | 6,3  | 0,8  | -3,8 | 5,8 |
| Precipitaciones [mm] | 38   | 32   | 40   | 41   | 60   | 82   | 89   | 71   | 59   | 46   | 50   | 52   | 660 |

Fuente: "Minsk, Bielorrusia" en educaplus.org.

### Medio ambiente
Alrededor de un tercio del territorio del país está cubierto de bosques no poblados. En el norte, las coníferas predominan en bosques que también incluyen abedules y alisos. El Belavezhskaya es el más magnífico y antigua de todos; una reserva natural en este bosque da refugio a animales, pájaros que se extinguieron en otros lugares. La reserva cubre la frontera y llega hasta Polonia; ambos países la administran. El bioma dominante en Bielorrusia es el bosque templado de frondosas. WWF divide el territorio de Bielorrusia entre dos ecorregiones: el bosque mixto sarmático en la mitad norte del país y el bosque mixto de Europa central en la mitad sur.
Destaca en su patrimonio natural el Bosque de Belovezhskaya Pushcha / Bialowieza, bien natural declarado sitio patrimonio de la Humanidad por la Unesco en 1979 y ampliado en 1992, transfronterizo con Polonia. Cuenta con tres reservas de la biosfera: Berezinskiy, Belovezhskaya Pushcha y Pribuzhskoye Polesie. 285.807 hectáreas están protegidas como humedales de importancia internacional al amparo del Convenio de Ramsar, en total, 8 sitios Ramsar. Finalmente, tiene tres parques nacionales: Belovezhskaya Pushcha, Braslavskie Ozera y Prypyatskiy.
Los principales problemas medioambientales es la contaminación del suelo por el uso de pesticida; la parte meridional del país está contaminado por la lluvia radiactiva del accidente de 1986 en Chernobil, en el norte de Ucrania.

## Geografía económica
- Recursos naturales
  - bosques, turba, gas natural, granito, caliza de las Dolomitas, creta, arena, gravilla y arcilla.

- Uso de la tierra
  - Tierra arable: 29%
  - Cosechas permanentes: 1%
  - Tierras de pasto permanentes: 15%
  - Bosques y silvicultura: 34%
  - Otros: 21% (1993 est.)

- Tierra irrigada: 1,150 km² (1998 est.)

## Áreas protegidas de Bielorrusia

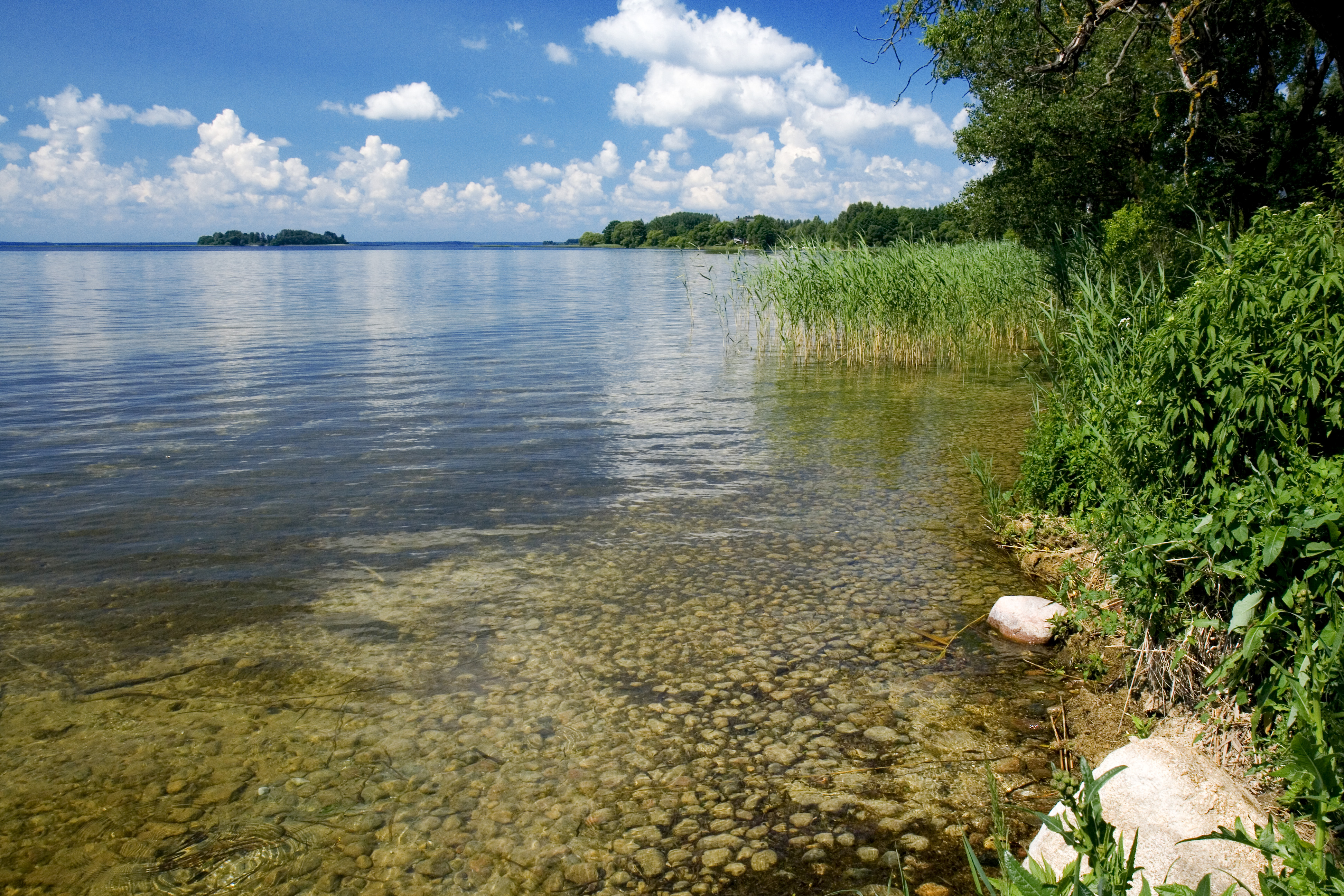
Parque nacional Narachanski

Según la IUCN, en 2021, había en Bielorrusia 470 áreas protegidas que abarcaban 18.383 km², el 9,35 % del territorio (207.228 km²). De estas, 3 son parques nacionales, 177 son monumentos naturales, 2 son reservas naturales estatales, 1 es una reserva de caza, 119 son santuarios naturales o reservas parciales y 139 son monumentos naturales locales. Además, hay 3 reservas de la biosfera de la Unesco, 1 sitio patrimonio de la humanidad y 26 sitios Ramsar.

#### Parques nacionales
- Parque nacional Pripyatsky
- Parque nacional Belovezhskaya Pushcha
- Parque nacional Narachanski